# Fattigauktion
Fattigvårdsauktion, fattigauktion, bortauktionering, fattigmarknad eller entreprenadauktion, var en gammal form av fattigvård i Sverige som innebar att man auktionerade bort fattighjon till lägstbjudande, det vill säga till den som krävde minst ersättning från socknens eller kommunens fattigvårdsstyrelse för att ta hand om hjonet. Fattigauktioner är mest kända då de gällde bortauktionering av barn, det vill säga barnauktion, men metoden användes i själva verket för fattighjon av alla åldrar, förutom barn särskilt gamla.  

## Historia
De fattiga delades in i två klasser. Till första klassens fattighjon hörde de som var arbetsoförmögna, oföra, så som fysiskt eller psykiskt funktionshindrade, obotligt sjuka, gamla och barn, som inte hade anhöriga som kunde eller var villiga att ta hand om dem. Till andra klassens fattighjon hörde de som fick tillfälligt fattigunderstöd från fattigvårdsstyrelsen. 
Enligt lagen skulle fattighjon i första hand placeras på fattighus. I andra hand var fattigvårdsstyrelsen skyldig att betala för deras inackordering och underhåll. Vissa församlingar hade inte råd att uppföra ett fattighus, och andra vägrade att bekosta ett sådant. 
Rotegång och fattigauktioner föredrogs som ett billigare alternativ till att uppföra ett fattighus. De innebar också att fattighjonen kunde utnyttjas som arbetskraft. Rotegång var en äldre, medeltida vårdform, som efter hand ersattes av fattigauktioner. Skillnaden var att man vid rotegång inte höll någon auktion, och att fattighjonet inte fick en fast försörjare, utan roterade mellan hushållen. Rotegång för barn förbjöds dock 1847, och fattigauktioner blev då vanliga särskilt för barn. Fattigauktioner tillämpades aldrig enbart för barn, men för vuxna fattighjon fanns också alternativet med rotegång och även att placeras på backstuga, alternativ som inte fanns för barn. 
Varje år publicerades ett plakat med första klassens fattighjon i en kungörelse i sockenkyrkan. Den sista söndagen före jul hölls sedan fattigauktion i församlingens tingshus efter predikan. Fattigvårdsstyrelsen auktionerade ut hjonet till församlingsmedlemmarna, som under auktionen lade bud på vilken ersättning de krävde av fattigvårdsstyrelsen för att ta hand om hjonet under ett år. Den som erbjöd sig att ta hand om hjonet för lägst ersättning, vann därmed budet. Fattigvårdstyrelsen ersatte budvinnaren för kost, logi, kläder och eventuell sjukvård och begravning. Fattighjonet förväntades samtidigt arbeta för budvinnaren efter förmåga. Denna auktion upprepades sedan när tidsperioden på ett år gått ut.  
Det finns många uppgifter om hur fattighjonen, ofta barn, blev illa behandlade och utsattes för övergrepp och billig arbetskraft. 
En känd person som bortakutionerades på detta sätt var Hanna Lindmark.
Fattigvårdsauktion förbjöds i Sverige i och med 1918 års fattigvårdslag.